# Vargem Grande do Sul
Vargem Grande do Sul este un oraș în São Paulo (SP), Brazilia.